# CD278
Un Co-estimulador de cèl·lules T induïbles és una proteïna punt de control immunitari que en humans està codificada per lICOS  gen.
El CD278 o ICOS (de l'anglès Inducible T-cell COStimulator) és una molècula coestimuladora de la superfamília coestimuladora del CD28 que s'expressa en cèl·lules T activades. Es creu que són importants per a les cèl·lules Th2 en particular.

## Funció
La proteïna codificada per aquest gen pertany a la família de receptors de superfície cel·lular CD28 i CTLA-4. Forma homodímers i té un paper important en la senyalització cèl·lula-cèl·lula, les respostes immunitàries i la regulació de la proliferació cel·lular.

## Teràpia combinada
Els pacients amb Ipilimumab van manifestar un augment de les cèl·lules T ICOS+ en teixits tumorals i sang. L'augment va servir com a biomarcador farmacodinàmic del tractament anti - CTLA-4. En ratolins de tipus salvatge C57BL / 6, el tractament anti-CTLA-4 va donar lloc al rebuig del tumor en un 80 a 90% dels subjectes, però en ratolins dirigits a gens-objectiu (gene-targeted) que tenien deficiències en ICOS o el seu lligand (ICOSLG), l'eficàcia va ser inferior al 50%. Un estímul agonístic per a la via ICOS durant la teràpia anti-CTLA-4 va resultar en un augment de l'eficàcia que va ser de quatre a cinc vegades més gran que el dels tractaments de control. En aquells moments (2015), els anticossos per a ICOS no estaven disponibles en proves clíniques.